# عبس بن عامر
عبس بن عامر بن عدي بن سنان الخزرجي الأنصاري صحابي جليل من قبيلة الخزرج من الأنصار شهد بيعة العقبة وشهد مع النبي محمد ﷺ غزوة بدر وغزوة أحد.